# Giulio Cesare Gallenzi
Giulio Cesare Gallenzi (Ariccia, 28 novembre 1931 – Ariccia, 10 ottobre 2020) è stato un politico italiano, esponente della Democrazia Cristiana e parlamentare europeo.

## Biografia
È stato eletto deputato europeo alle elezioni del 1989 per la lista della Democrazia Cristiana. È stato vicepresidente della Delegazione per le relazioni con l'Unione delle Repubbliche Socialiste Sovietiche e poi della Delegazione per le relazioni con le Repubbliche della Comunità degli Stati Indipendenti (CSI); membro della Commissione per i problemi economici e monetari e la politica industriale e della Commissione per le relazioni economiche esterne. Termina il mandato europarlamentare nel 1994.
Muore all'età di 88 anni il 10 ottobre 2020.